# Alejandro Lago
Eduardo Alejandro Lago Correa, född 28 juni 1979 i Montevideo i Uruguay, är en uruguayansk fotbollsspelare. Han har bland annat spelar för CA Peñarol, Rosenborg BK, IFK Göteborg och för Uruguays landslag.

## Karriär
2005 skrev Lago ett kontrakt med norska Rosenborg BK, dit han köptes tillsammans med landsmannen Sebastián Eguren. Deras visit hos klubben blev dock ingen succé och de lånades i januari 2006 ut till SK Brann, men fann ingen lycka där heller. I februari samma år lånades Lago istället ut till uruguayanska CA Bella Vista innan han återvände till Skandinavien för att på nytt bli utlånad, den här gången till IFK Göteborg. Han gjorde succé i första matchen där han nickade in ett mål men efter det gick det neråt igen och de ville inte skriva kontrakt med Lago, varpå han återvände till Rosenborg i januari 2007.